# 邬景和
鄔景和（1508年—1568年），南直隸崑山（今江蘇蘇州崑山）人，錦衣衛子弟。嘉靖年間駙馬。文才武藝具備，曾作《八山疊翠詩》。

## 簡介
嘉靖二年（1523年）年方十六，娶永福长公主，四年（1525年）公主過世。
景和為人直率，曾經多次小事得罪嘉靖帝。爾後更因為一次上书嘉靖帝時，內文失禮而招致皇帝大怒，被削职，及強迫歸鄉。到嘉靖三十五年，鄔景和請求留在北京以便為公主掃墓，得批准。
隆慶二年（1568年）復官。卒贈少保，諡“榮簡”。